# Liste von Burgen und Schlössern in Polen
Diese Liste führt Burgen und Schlösser in Polen auf.

## Listen nach Städten
| Breslau                                                 | Danzig                                                  | Krakau                                                 | Łódź                                        |
| ------------------------------------------------------- | ------------------------------------------------------- | ------------------------------------------------------ | ------------------------------------------- |
| Hauptartikel: Liste der Schlösser und Palais in Breslau | Hauptartikel: Liste der Schlösser und Palais in Danzig  | Hauptartikel: Liste der Schlösser und Palais in Krakau | Hauptartikel: Liste der Palais in Łódź      |
| Posen                                                   | Stettin                                                 | Thorn                                                  | Warschau                                    |
| Hauptartikel: Liste der Schlösser und Palais in Posen   | Hauptartikel: Liste der Schlösser und Palais in Stettin | Hauptartikel: Liste der Schlösser und Palais in Thorn  | Hauptartikel: Liste der Paläste in Warschau |

## Listen nach Woiwodschaften
| Ermland-Masuren                                                                  | Großpolen                                                                         | Heiligkreuz                                                                      | Karpatenvorland                                                                  |
| -------------------------------------------------------------------------------- | --------------------------------------------------------------------------------- | -------------------------------------------------------------------------------- | -------------------------------------------------------------------------------- |
| Hauptartikel: Liste der Burgen und Schlösser in der Woiwodschaft Ermland-Masuren | Hauptartikel: Liste der Burgen und Schlösser in der Woiwodschaft Großpolen        | Hauptartikel: Liste der Burgen und Schlösser in der Woiwodschaft Heiligkreuz     | Hauptartikel: Liste der Burgen und Schlösser in der Woiwodschaft Karpatenvorland |
| Kleinpolen                                                                       | Kujawien-Pommern                                                                  | Lebus                                                                            | Lublin                                                                           |
| Hauptartikel: Liste der Burgen und Schlösser in der Woiwodschaft Kleinpolen      | Hauptartikel: Liste der Burgen und Schlösser in der Woiwodschaft Kujawien-Pommern | Hauptartikel: Liste der Burgen und Schlösser in der Woiwodschaft Lebus           | Hauptartikel: Liste der Burgen und Schlösser in der Woiwodschaft Lublin          |
| Łódź                                                                             | Masowien                                                                          | Niederschlesien                                                                  | Opole                                                                            |
| Hauptartikel: Liste der Burgen und Schlösser in der Woiwodschaft Łódź            | Hauptartikel: Liste der Burgen und Schlösser in der Woiwodschaft Masowien         | Hauptartikel: Liste der Burgen und Schlösser in der Woiwodschaft Niederschlesien | Hauptartikel: Liste der Burgen und Schlösser in der Woiwodschaft Opole           |
| Podlachien                                                                       | Pommern                                                                           | Schlesien                                                                        | Westpommern                                                                      |
| Hauptartikel: Liste der Burgen und Schlösser in der Woiwodschaft Podlachien      | Hauptartikel: Liste der Burgen und Schlösser in der Woiwodschaft Pommern          | Hauptartikel: Liste der Burgen und Schlösser in der Woiwodschaft Schlesien       | Hauptartikel: Liste der Burgen und Schlösser in der Woiwodschaft Westpommern     |

## Burgen und Schlösser

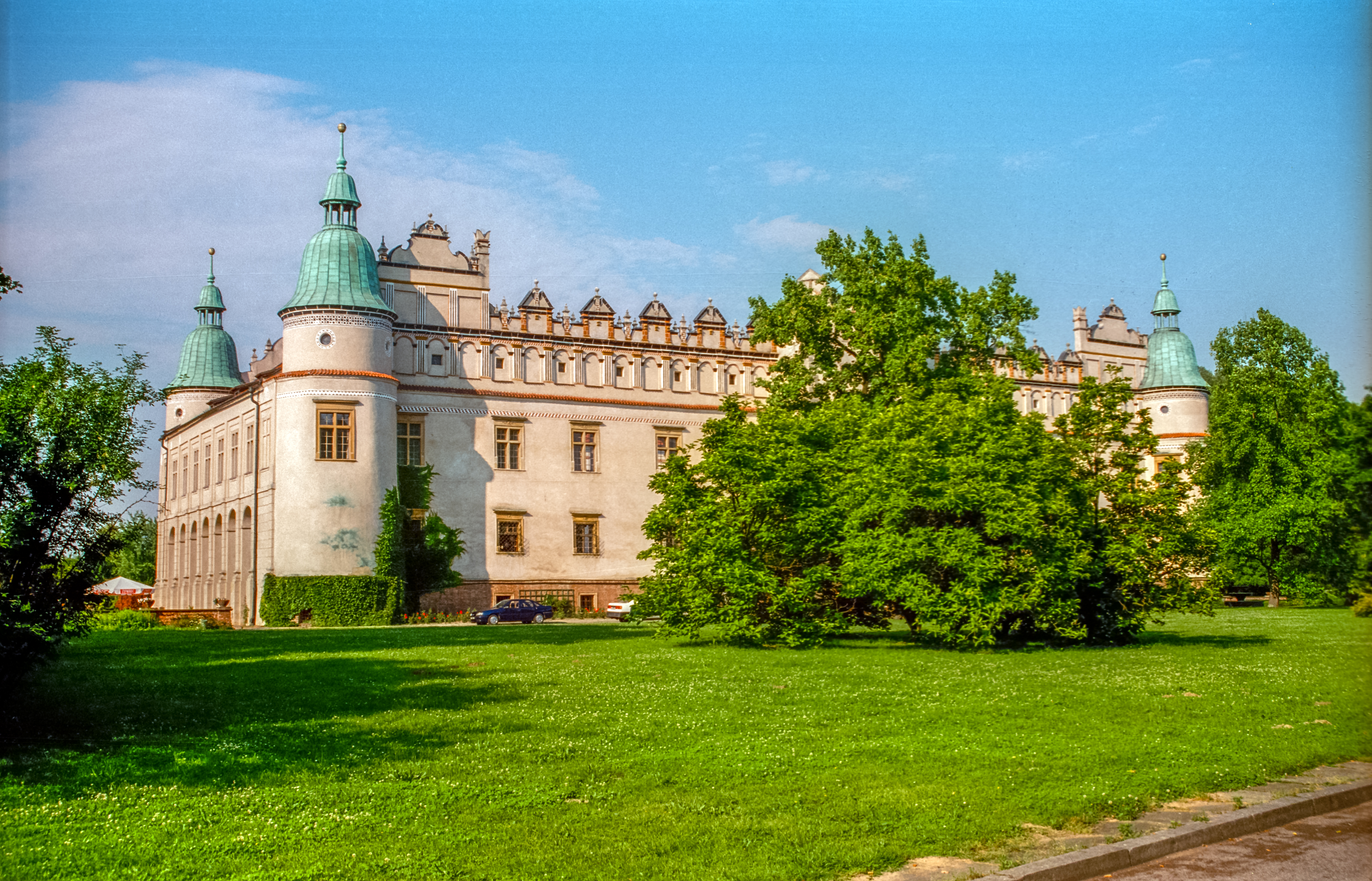
Schloss Baranów Sandomierski

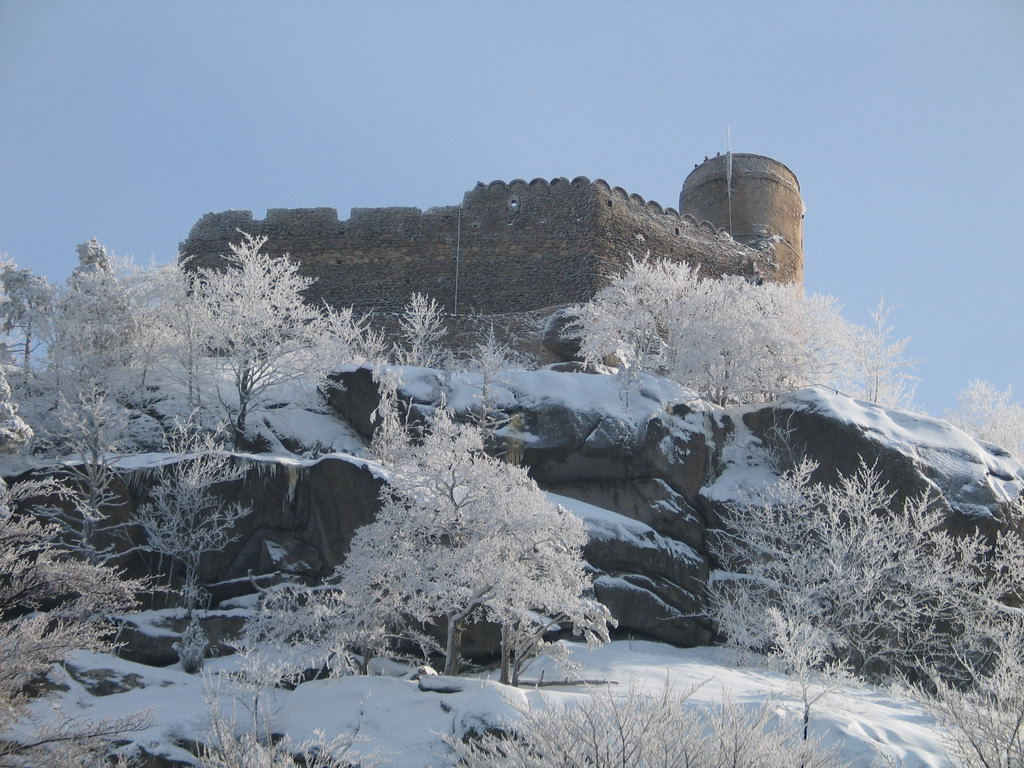
Burg Chojnik

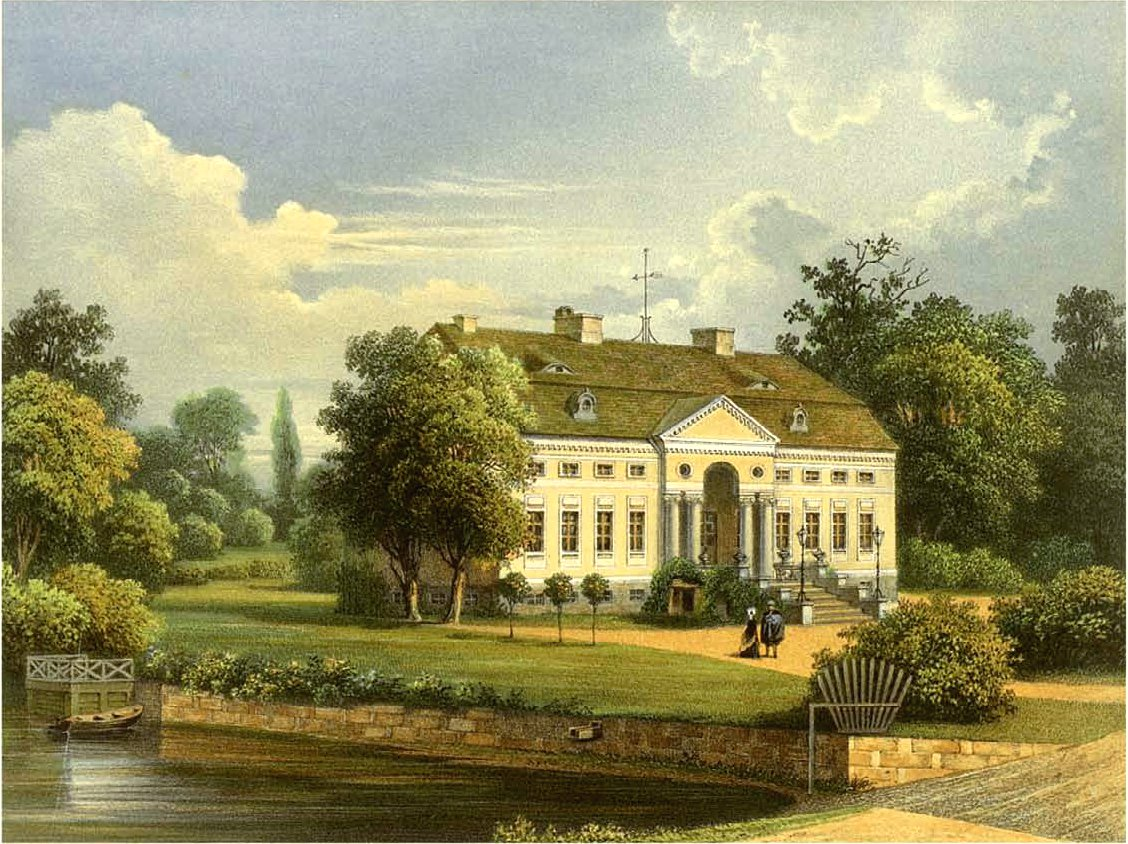
Gut und Schloss Rothkirch um 1860

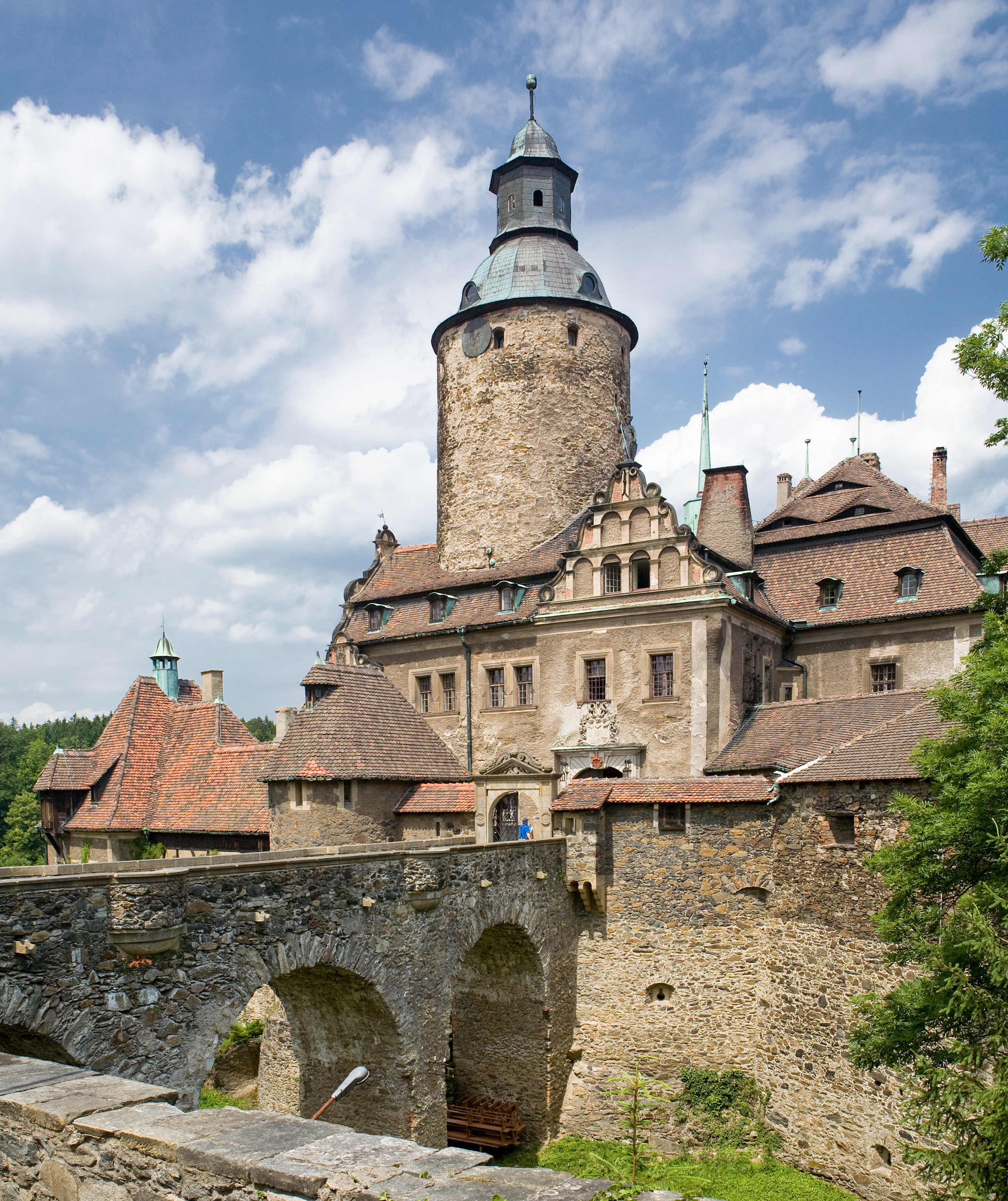
Burg Tzschocha

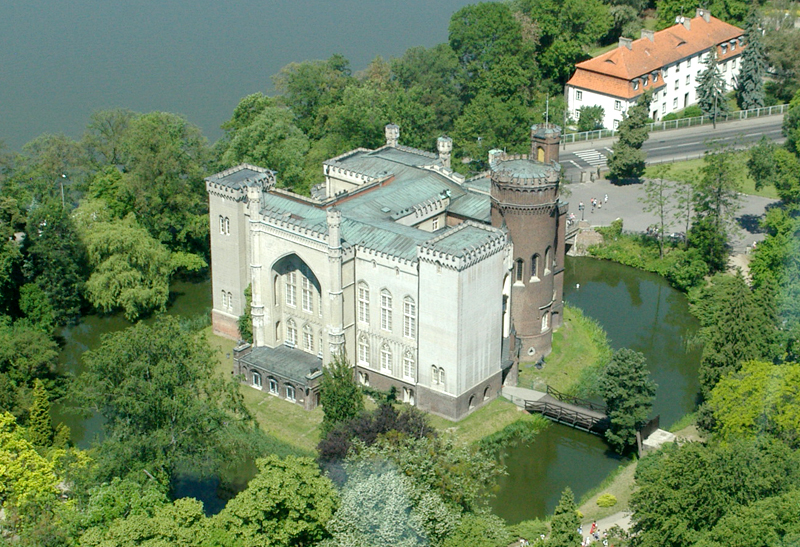
Schloss Kornik bei Posen

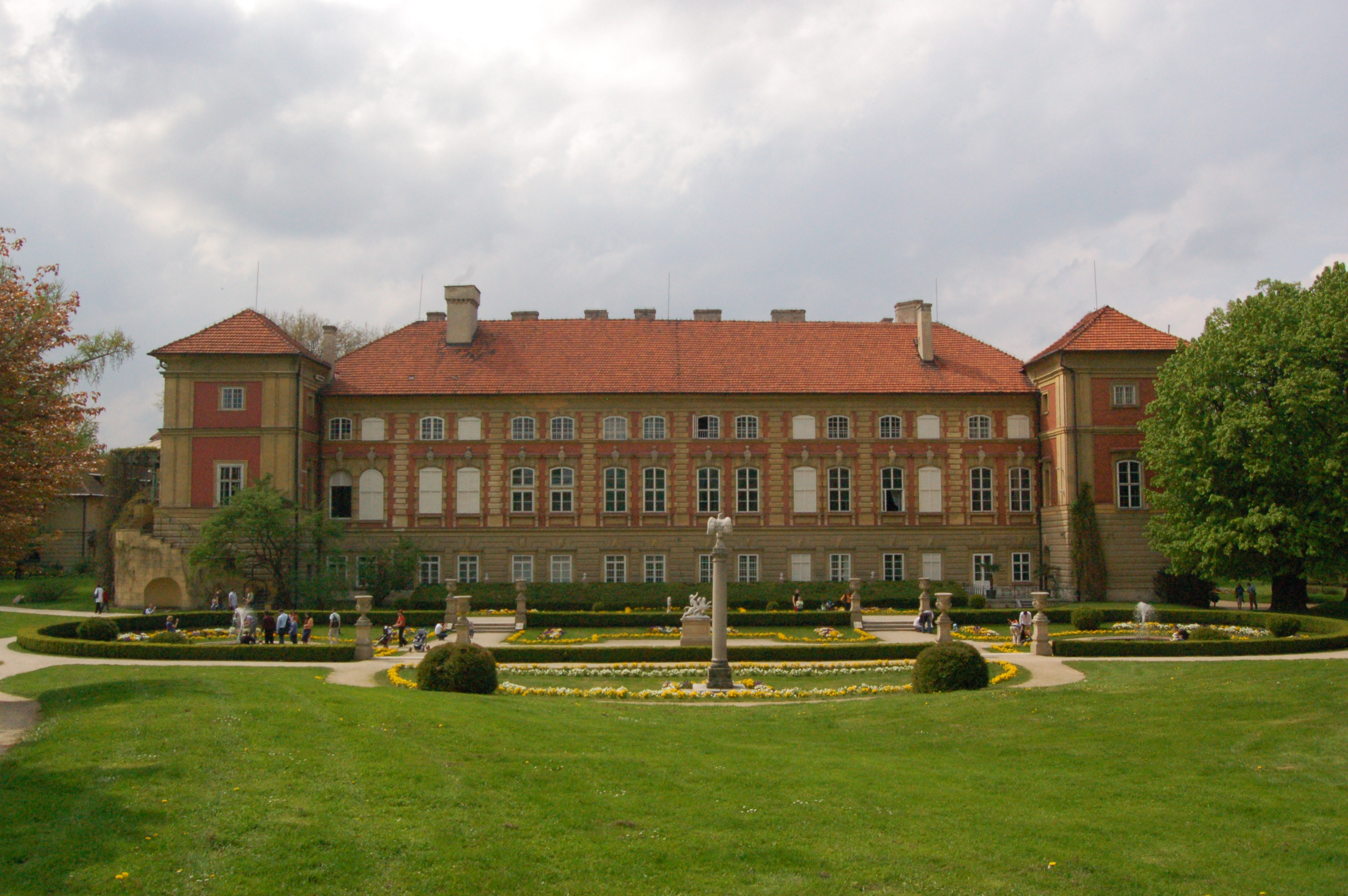
Schloss Lancut

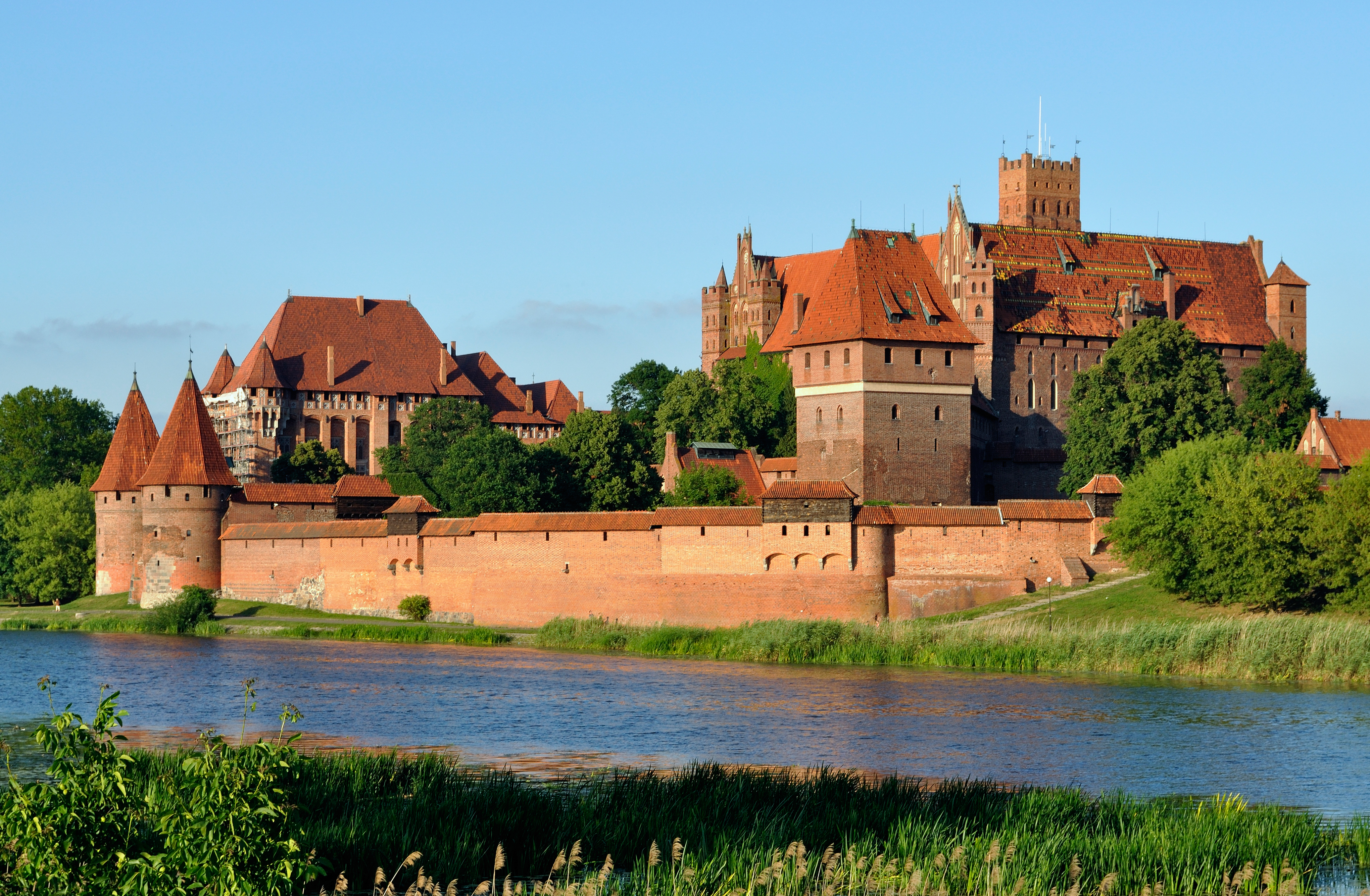
Die Marienburg

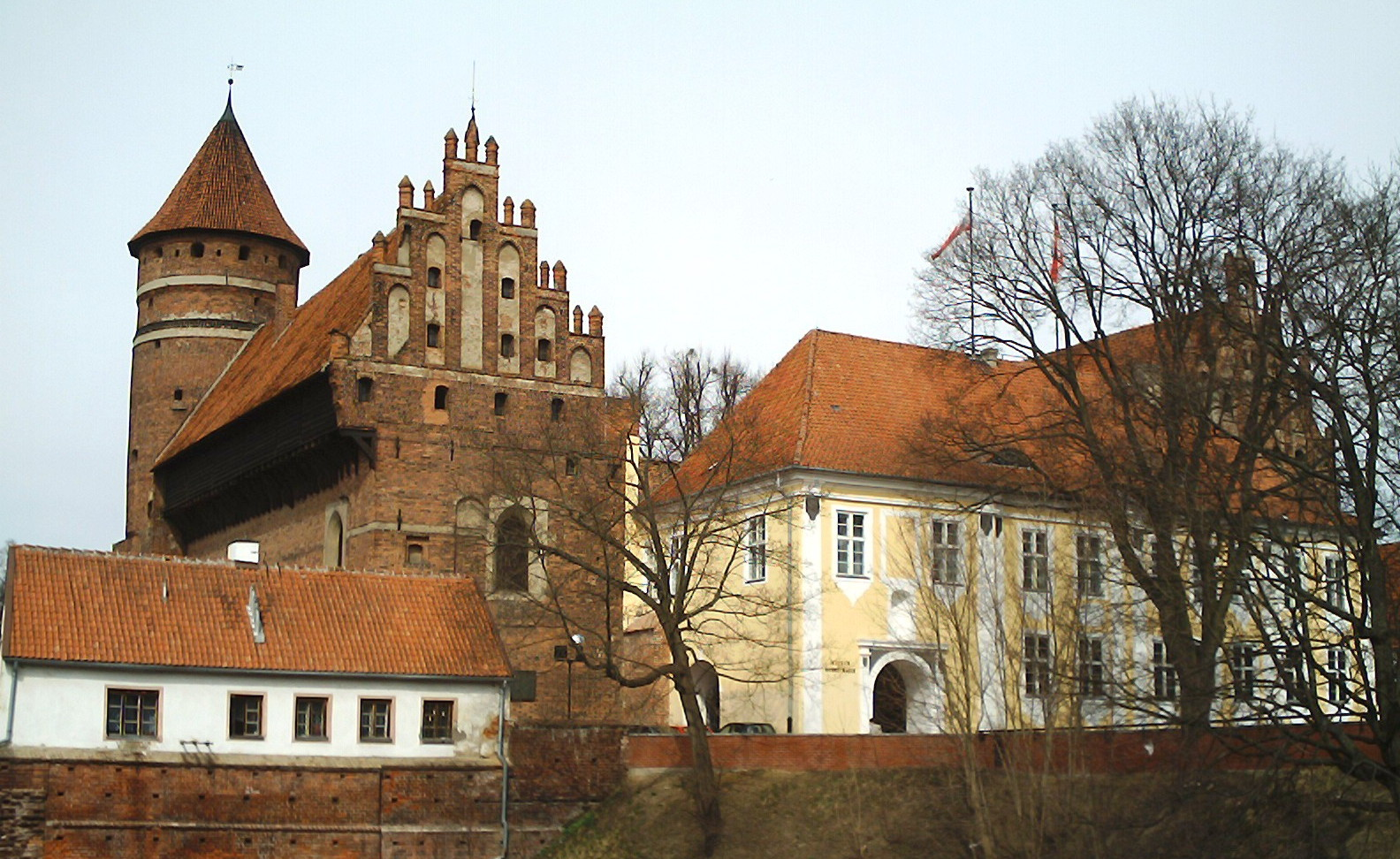
Schloss in Allenstein

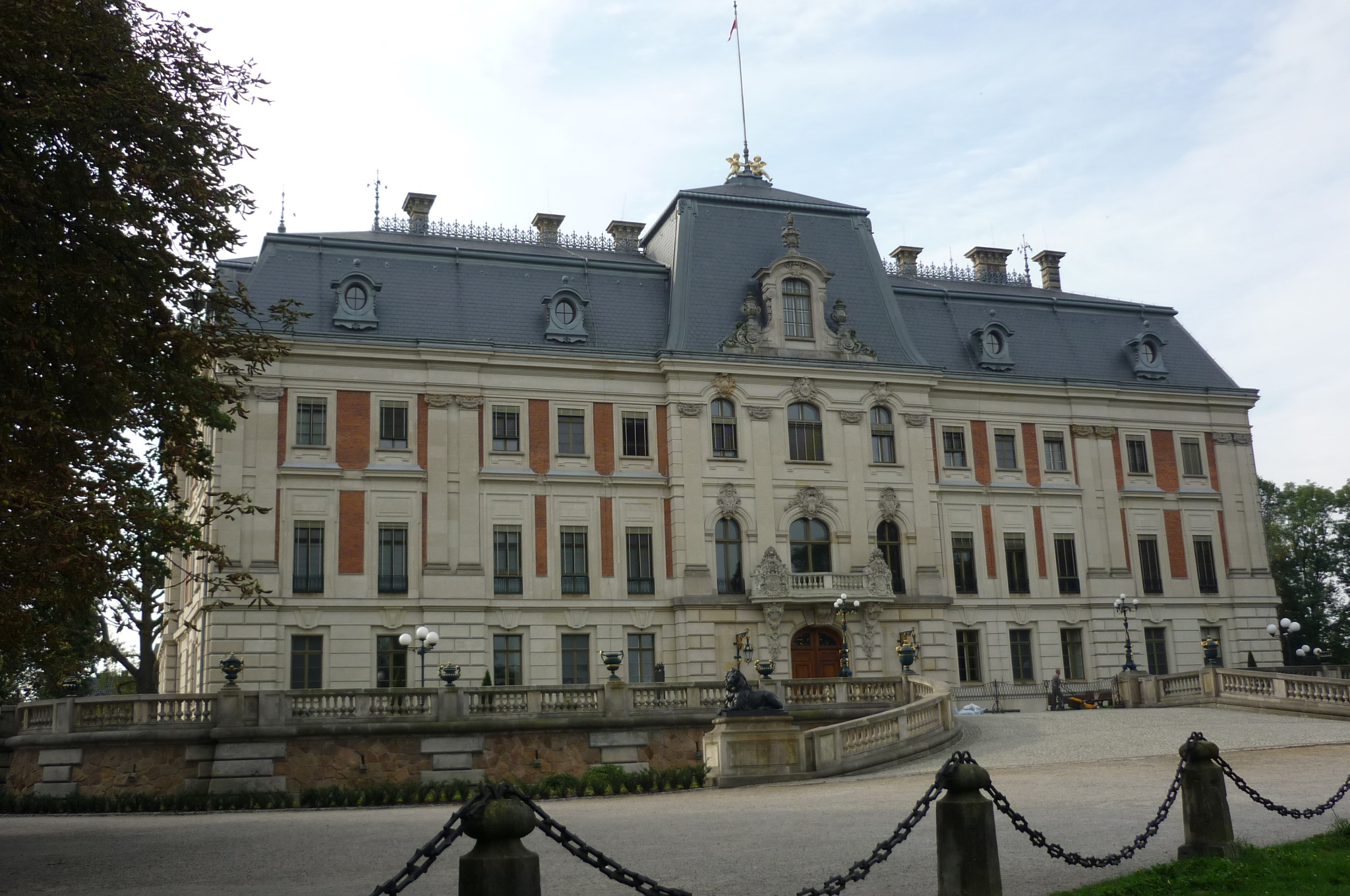
Schloss Pleß in Oberschlesien

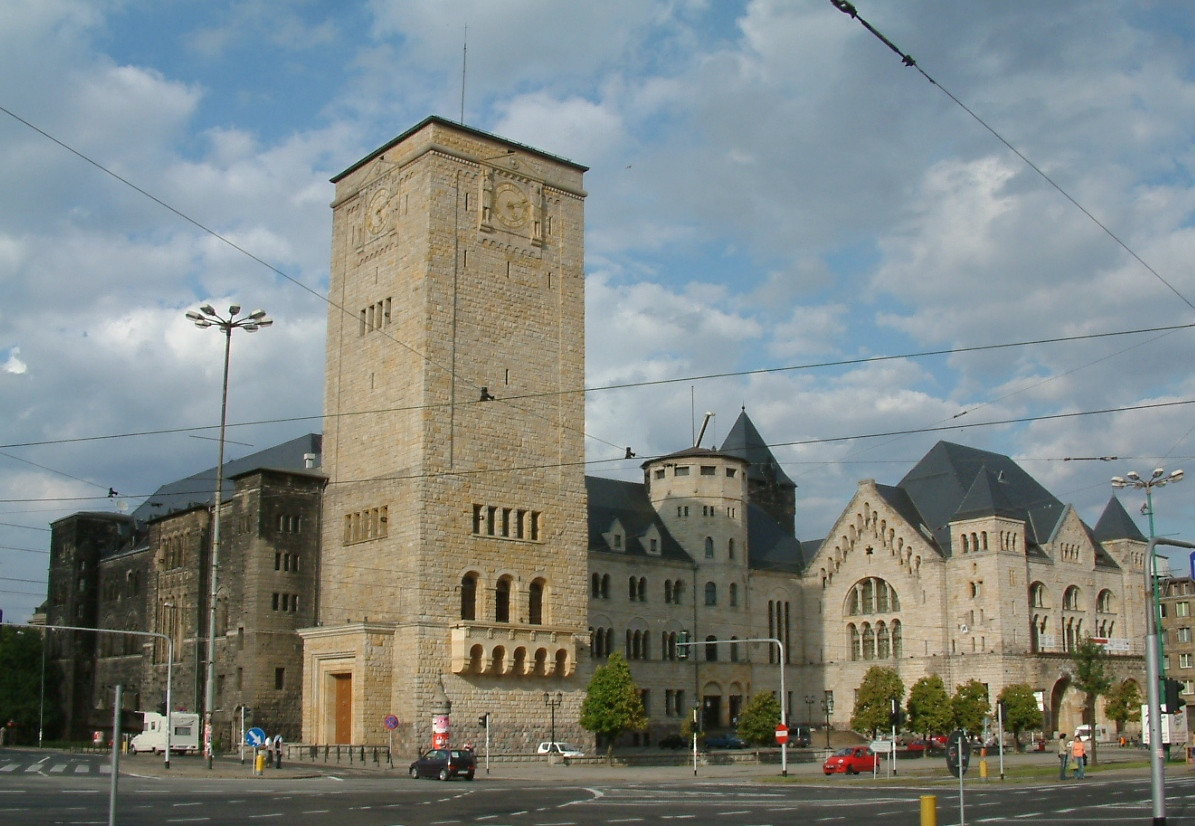
Residenzschloss Posen

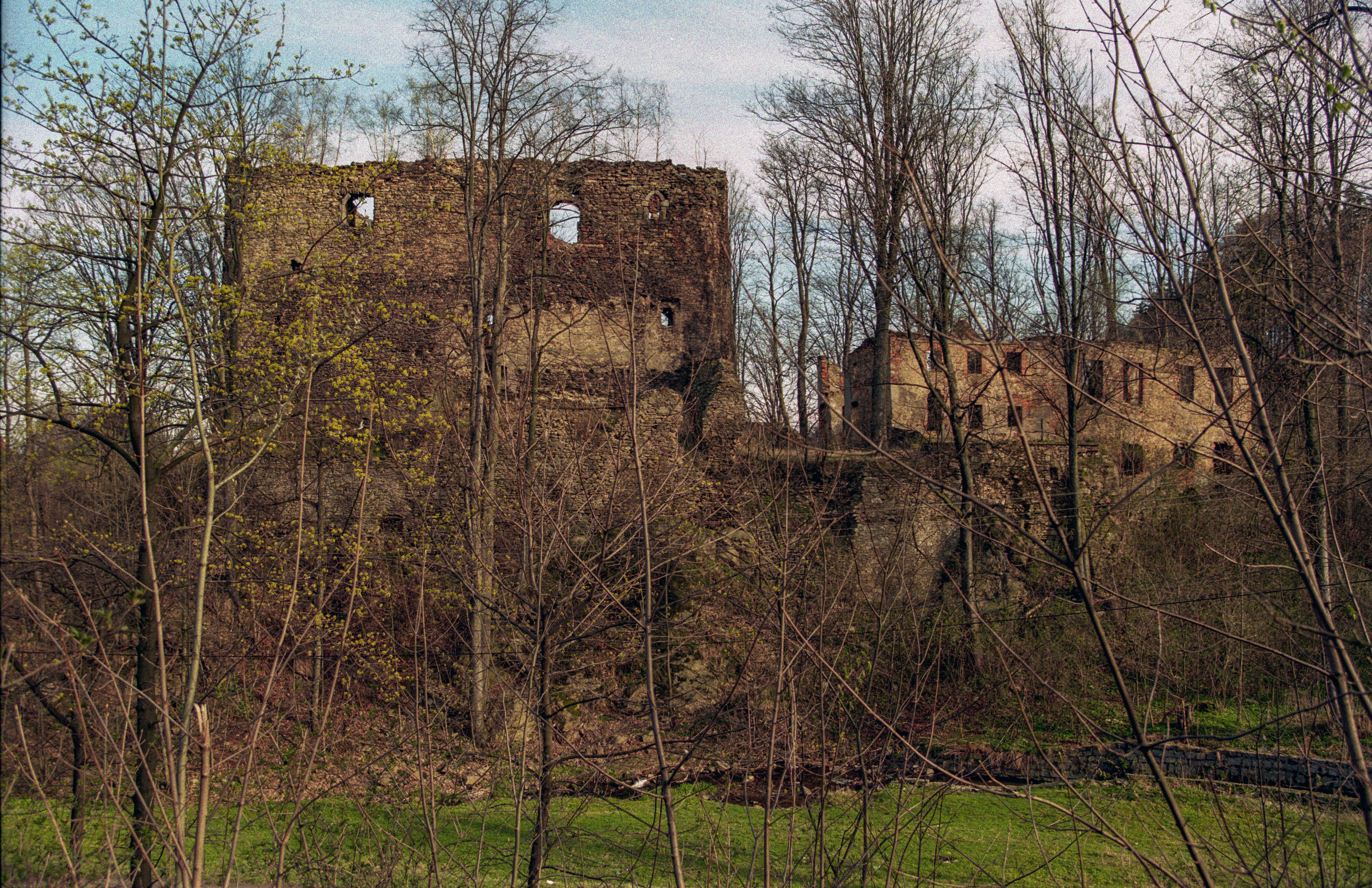
Ruine Schwertburg in Niederschlesien

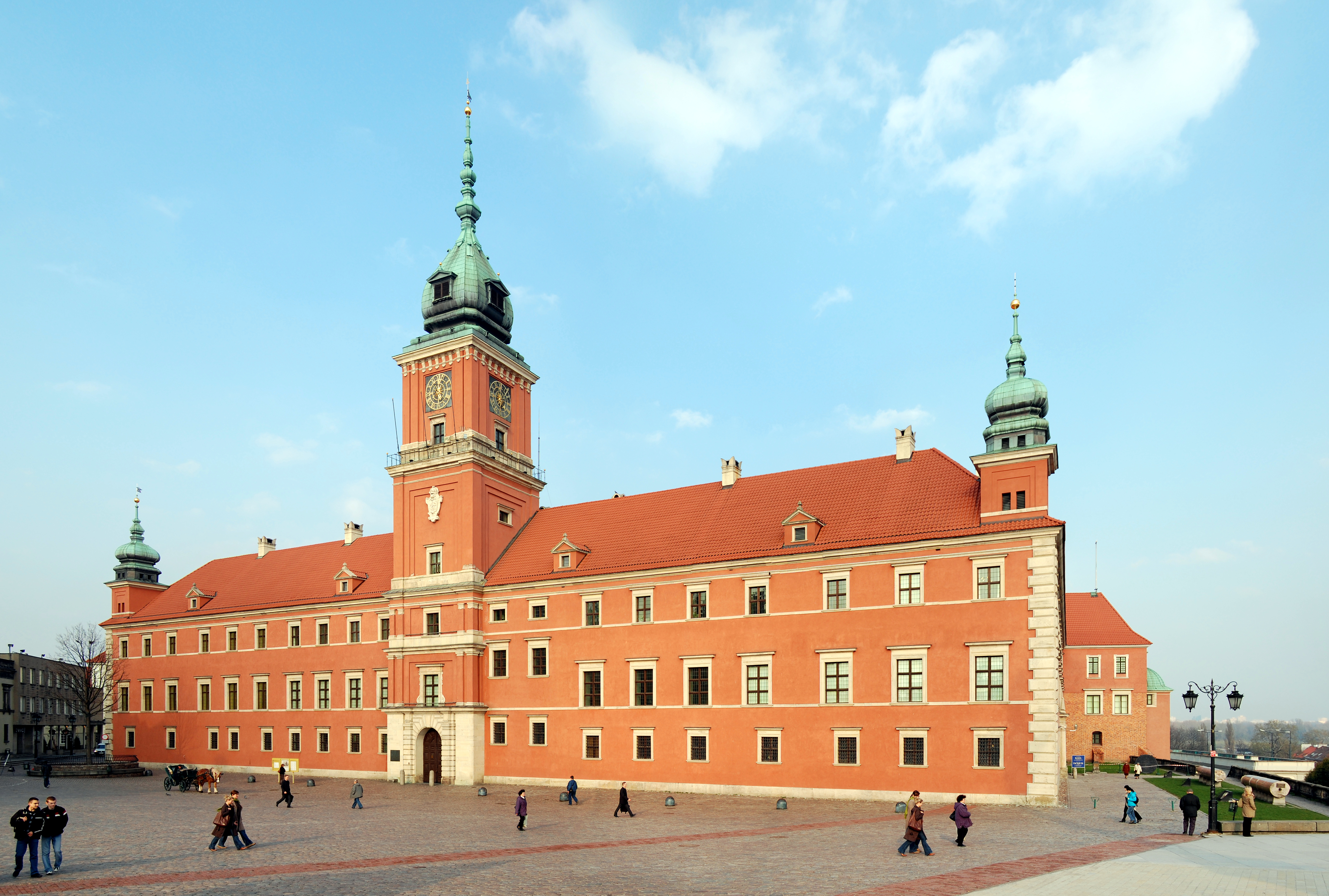
Warschauer Königsschloss

1. Schloss Antonin, Großpolen, Jagdschloss XIX. Jh.
2. Schloss Baranów Sandomierski, Palast der Leszczyńskis, Karpatenvorland, Renaissanceschloss, 1. H. XVII. Jh.
3. Burg Bardo (dt. Wartha), Niederschlesien, Mittelalterliche Burg
4. Ordensburg Barten, Ermland-Masuren
5. Burg Bartenstein, Bartoszyce Burg Będzin, Ermland-Masuren

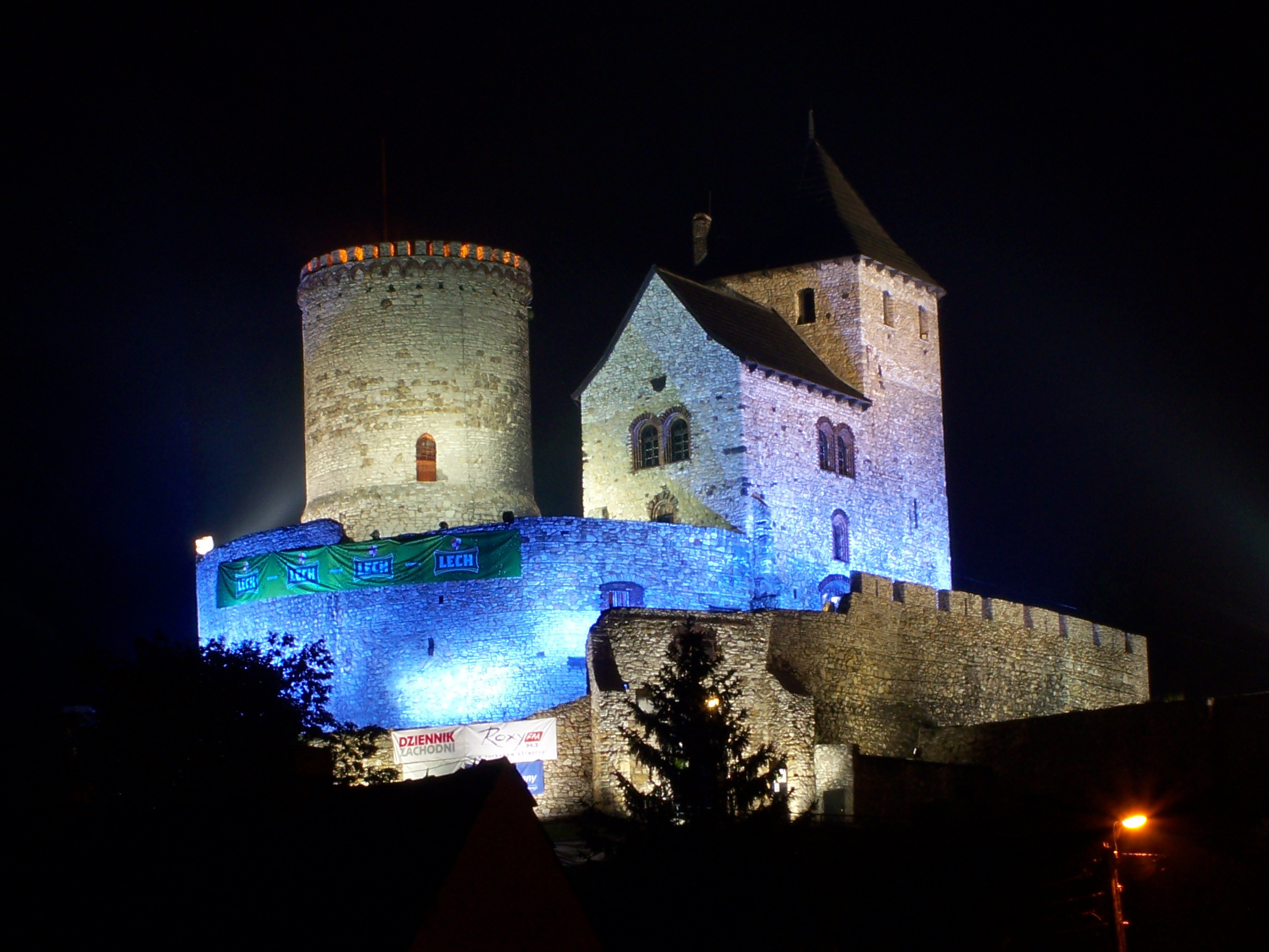
Burg Będzin

6. Burg Będzin (dt. Bendzin, Bendsburg), Oberschlesien, Burg XIV. Jh.
7. Schloss Bełżyce, Kleinpolen, XV. Jh.
8. Schloss Białystok, Podlachien
9. Schloss Bierzgłowo (dt. Birglau), Kujawien, Gotisches Kreuzritterschloss, XIV. Jh.
10. Burg Bobolice, Oberschlesien
11. Schlossruine Bodzentyn, Woiwodschaft Heiligkreuz, Ruine des barocken Bischofspalastes, XVII. Jh.
12. Bolkoburg, Bolków (dt. Bolkenhain), Niederschlesien
13. Feste Boyen, Giżycko (dt. Lötzen), Ermland-Masuren (Ostpreußen), Ringfestung XIX. Jh.
14. Brühlsches Schloss Brody (dt. Pförten), Lebus (polnischer Teil der Niederlausitz)
15. Burgruine Brodnica (dt. Strasburg an der Drewenz), Kujawien, Deutschordensburg, XIV. Jh.
16. Burgruine Bydlin, Kleinpolen, XIV. Jh.
17. Burg Bütow, Pommern
18. Burg Chęciny, Heiligkreuz
19. Burg Cisy (dt. Zeisburg), Cieszów (dt. Fröhlichsdorf), Niederschlesien
20. Burg Chałupki (dt. Burg Neuhaus), Kamieniec Ząbkowicki (dt. Kamenz), Niederschlesien
21. Burg Chojnik (dt. Kynastburg), Chojnik (Kynast), Niederschlesien
22. Burg Chojnów (dt. Hajnau), Niederschlesien, 2. H. XIII. Jh.
23. Burg Ciechanów, Masowien
24. Burg Czersk, Czersk, Pommern
25. Pałac Czerwony Kościół (Schloss Rothkirch), Czerwony Kościół (dt. Rothkirch)
26. Burg Czocha (dt. Burg Tzschocha), Niederschlesien
27. Burg Czorsztyn, Kleinpolen
28. Dąbroszyn (dt. Schloss Tamsel, Dąbroszyn (dt. Tamsel), Lebus
29. Schloss Dobrzyca, Dobrzyca, Großpolen
30. Burg Dybów, Kujawien
31. Schloss Działyński, Poznań, Großpolen
32. Schloss Finckenstein, Ermland-Masuren
33. Schloss Fischbach (Schlesien), Niederschlesien
34. Schloss Fürstenstein, Wałbrzych, Niederschlesien, Niederschlesien
35. Schloss Giżycko (dt. Lötzen), Ermland-Masuren
36. Burg Głogów (dt. Burg Glogau), Niederschlesien
37. Burg Gollub, Kujawien
38. Schloss Gołuchów, Gołuchów, Großpolen
39. Schloss Górka, Poznań Großpolen
40. Burg Greiffenstein (pl. Zamek Gryf), Gryfów Śląski (dt. Greiffenberg), Niederschlesien
41. Burg Grodno (dt. Kynsburg), Zagórze Śląskie (dt. Kynau)), Niederschlesien
42. Burg Grodziec (dt. Gröditzburg), Zagrodno (dt. Adelsdorf), Niederschlesien
43. Hannigburg, Grodziszcze (dt. Lampersdorf), Niederschlesien
44. Burg Homole (dt. Hummelschloss), Powiat Kłodzki (dt. Grafschaft Glatz), Niederschlesien
45. Burg Iłża, Masowien
46. Burg Janowiec, Janowiec, Lublin
47. Schloss Jaśkowo (dt. Jäskendorf), Zalewo (dt. Saalfeld), Ermland-Masuren
48. Piastenschloss Jawor (dt. Jauer), Niederschlesien, Renaissanceschloss, Niederschlesien
49. Stift Joachimstein, Radomierzyce (dt. Radmeritz), Niederschlesien
50. Burg Karpień, Powiat Kłodzki, Niederschlesien
51. Burg Kazimierz Dolny, Kazimierz Dolny, Lublin
52. Schloss Kliczków, Niederschlesien
53. Burg Koło, Großpolen
54. Schloss Konarzewo, Kniephof, Westpommern
55. Schloss Kórnik, Kórnik, Großpolen
56. Burg Koszecin, Koschentin, Oberschlesien
57. Schloss Krasiński, Warschau, Warschau
58. Grodztwo (dt. Schloss Kreppelhof), Kamienna Góra (dt. Landshut), Niederschlesien
59. Schloss Krobielowice, Niederschlesien
60. Pałac Krotoszyce (Schloss Kroitsch), Krotoszyce (dt. Kroitsch), Niederschlesien
61. Schloss Krowiarki (dt. Schloss Polnisch Krawarn), Krowiaki (dt. Preußisch Krawarn), Oberschlesien
62. Burg Krzyżtopór, Heiligkreuz
63. Schloss Küstrin (Kostrzyn nad Odrą), zerstört, Lebus
64. Schloss Kunzendorf (Pałac Trzebieszowice oder Zamek na Skale), Niederschlesien, Lądek-Zdrój-Trzebieszowice
65. Burg Läusepelz, Rybnica, Niederschlesien
66. Schloss Łańcut, Łańcut, Karpatenvorland
67. Burg Łapalice, Pommern
68. Königsschloss Łęczyca, Lodz
69. Piastenschloss Legnica, Niederschlesien
70. Schloss Lewków, Großpolen
71. Burg Lidzbark Warmiński, Ermland-Masuren
72. Burg Lipowiec, Kleinpolen
73. Burg Liw, Masowien
74. Schloss Lubostronie
75. Ordensburg Marienburg, Malbork, Pommern
76. Burg Marienwerder, Pommern
77. Burg Międzyrzecz, Lebus
78. Schloss Mielżyński, Poznań, Großpolen
79. Burgruine Mirów, Oberschlesien
80. Schloss Moschen, Moszna, Oppeln
81. Schloss Namiestnikowski, Warschau
82. Burg Neidenburg, Nidzica (dt. Neidenburg), Ermland-Masuren
83. Schloss Neudeck (pl. Zamek w Świerklanieu), Świerklaniec (dt. Neudeck), Oberschlesien
84. Schloss Nieborów, Nieborów, Lodz
85. Burg Niedzica, Kleinpolen
86. Burg Nowotaniec, Karpatenvorland
87. Burg Nowy Dwór (dt. Burg Neuhaus), Dzietrzychów (dt. Dittersbach), Stadtteil von Wałbrzych, (dt.  Waldenburg), Niederschlesien
88. Burg Nowy Sącz, Kleinpolen
89. Schloss Ogrodzieniec, Oberschlesien
90. Burg Ojców, Kleinpolen
91. Burgruine Olsztyn, Oberschlesien
92. Schloss Olsztyn (dt. Allenstein), Ermland-Masuren (Ostpreußen)
93. Burg Osieczna, Großpolen
94. Burg Oświęcim, Kleinpolen
95. Schloss Pieskowa Skała, Kleinpolen
96. Schloss Pilica, Oberschlesien
97. Schloss Pszczyna (dt. Pleß), Oberschlesien
98. Burg Plonin, wo ?
99. Schloss Podrzecze bei Gostyń, Großpolen
100. Residenzschloss Posen, Großpolen
101. Königsschloss Posen, Großpolen
102. Burg Przedecz, Großpolen
103. Burg Przewodziszowice, Oberschlesien
104. Burg Radosno, Niederschlesien
105. Schloss Ratno Dolne, Ratno Dolne, Niederschlesien Schloss Rathen in Niederschlesien

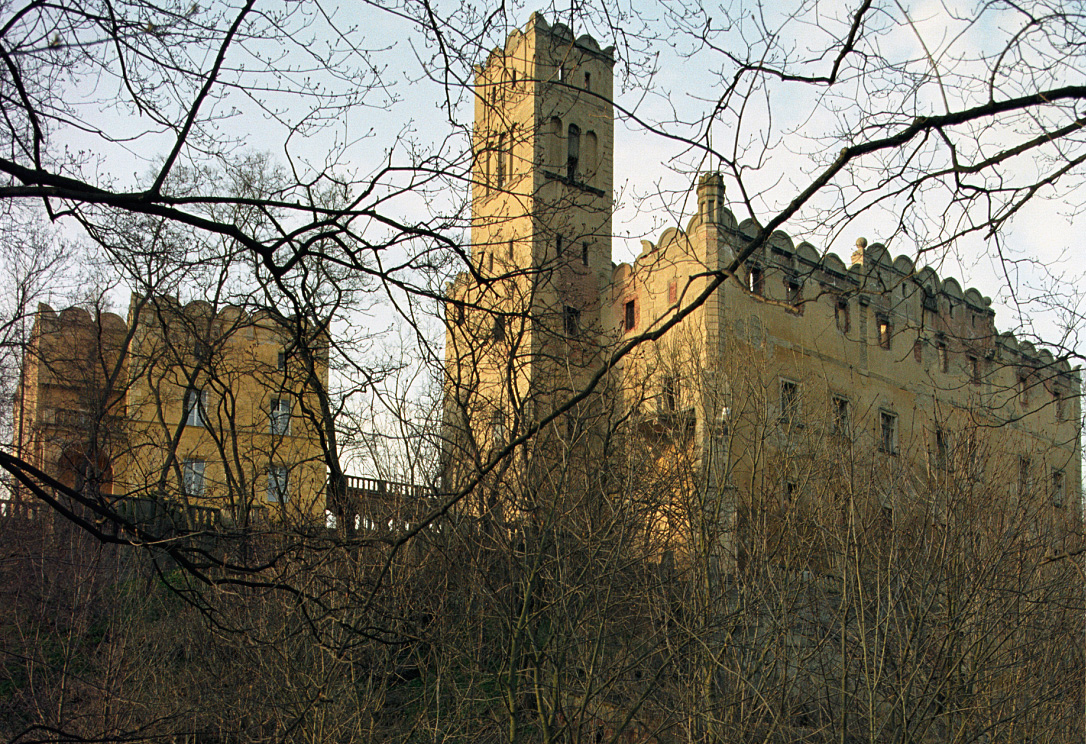
Schloss Rathen in Niederschlesien

106. Schloss Rogalin, Rogalin, Großpolen
107. Burg Rogowiec (dt. Hornschloss), im Góry Wałbrzyskie (dt. Waldenburger Bergland), Niederschlesien
108. Schloss Rydzyna, Rydzyna
109. Burg Ryn, Großpolen
110. Schloss Rzeszów, Karpatenvorland
111. Schloss Rügenwalde, Westpommern
112. Szymbark (dt. Ordensburg Schönberg), Ermland-Masuren
113. Burg Świny (dt. Schweinhausburg), Bolków (dt. Bolkenhain), Niederschlesien
114. Burg Sielec, Lublin
115. Burg Siemianowice, Oberschlesien
116. Schloss Sieniawa, Karpatenvorland
117. Burg Siewierz, Oberschlesien
118. Schloss Śmiełów, Śmiełów, Großpolen
119. Burg Smoleń, Oberschlesien
120. Burg Świecie, 5 km südlich Leśna, Niederschlesien
121. Burg Stara Kiszewa, Pommern
122. Stettiner Schloss, Westpommern
123. Schloss Stolp, Pommern
124. Burg Szczerba (dt. Burg Schnellenstein), Powiat Kłodzki (dt. Grafschaft Glatz), Niederschlesien
125. Schloss Taczanów, Großpolen
126. Burg Toruń, Kujawien
127. Burg Tuczno, Westpommern
128. Schloss Ujazdowski, Warschau
129. Warschauer Königsschloss
130. Schloss Wąsowo, Großpolen
131. Wawel, Krakau
132. Königsschloss Wilanów, Warschau
133. Burg Wlen, Niederschlesien
134. Burg Wojaczów (dt. Burg Vogelsang), Grzędy (dt. Konradswaldau), Niederschlesien
135. Schloss Wohnwitz, Niederschlesien
136. Burg Wolek, Oberschlesien (historisch in Galizien)
137. ehemaliges Königsschloss, Wrocław (Breslau), Niederschlesien, Rokoko-Palais Friedrichs II., XVIII. Jh.
138. Schloss Zatonie, Lebus
139. Schloss Zimowy, wo ?
140. Burg Złocieniec, Westpommern
141. Burg Złotoria, Kujawien